# Lady Kung-Fu
Pour plus de détails, voir Fiche technique et Distribution.
Lady Kung-Fu (長輩, Cheung booi) est un film hongkongais réalisé par Liu Chia-liang, sorti en 1981.

## Synopsis
Pour éviter que sa fortune ne tombe entre les mains de son neveu Yung-sheng, le chef de famille de la famille Yu épouse sa jeune employée Dai-nan, laquelle se fait ensuite un devoir de transmettre les titres de propriété à l'un de ses neveux par alliance, Jing-chuen. Beaucoup plus âgé,  ce dernier doit néanmoins montrer un respect envers sa "jeune tante" qu'il compte protéger. Mais dès son arrivée en ville, la jeune femme dévoile, à sa plus grande surprise, un talent exceptionnel pour les arts martiaux...Ils affronteront ensemble les hommes de Yung-sheng avec l'aide du petit-neveu, qui se fait surnommer Charlie par fascination pour l'anglais depuis qu'il a séjourné à Hong-Kong.

## Fiche technique
- Titre original : 長輩, Cheung booi
- Titre anglais : My Young Auntie
- Titre français : Lady Kung-Fu
- Réalisation et scénario : Liu Chia-liang
- Musique : Eddie Wang
- Montage : Hsing-Lung Chiang et Yen Hai Li
- Photographie : Chih Chun Ao
- Production : Mona Fong et Run Run Shaw
- Société de production : Shaw Brothers
- Pays d'origine : Hong Kong
- Format : Couleurs - 2,35:1 - Mono - 35 mm
- Genre : Kung-fu, comédie
- Durée : 121 minutes
- Date de sortie : 1981

## Distribution
- Liu Chia-liang : Yu Ching-chuen
- Kara Hui (VF :  Cathy Boquet) : Cheng Tai-nan
- Hou Hsiao (VF :  Thierry Janssen) : Charlie Yu Tao
- Wang Lung-wei : Yu Yung-sheng
- Ai Tung-kua
- Cho Tat-wah : Ching Fu, l'homme de fer de Canton
- Kwon Yeong-mun
- King Chu Lee
- Lin Hui-huang
- Lin Ke-ming
- Gordon Liu : James
- Mai Te-lo : Robert